# Begonia perpusilla
Espèce
Begonia perpusilla est une espèce de plantes de la famille des Begoniaceae.
L'espèce fait partie de la section Muscibegonia.
Elle a été décrite en 1859 par Alphonse Pyrame de Candolle (1806-1893).

## Répartition géographique
Cette espèce est originaire du pays suivant : Madagascar.